# Enrique Vargas
Enrique Vargas, född 1940 i Manizales, är en colombiansk teaterregissör.

## Biografi
Enrique Vargas studerade först regi vid Escuela Nacional de Arte Dramático i Bogotá och därefter teaterantropologi vid University of Michigan i Ann Arbor 1960–1965 och animation i Prag 1972–1974. 1966 flyttade han till New York där han regisserade för Gut Theatre i Harlem och samarbetade med Ellen Stewart på La MaMa Experimental Theatre Club och Peter Schumann på Bread and Puppet Theater. Tillbaka i Bogotá 1974 började han forska om sambandet mellan teater, ritualer och myter hos Amazonas ursprungsbefolkningar. Han blev ledare för det teatervetenskapliga institutet vid Universidad Nacional de Colombia där han 1984-1990 ledde ett forskningsprojekt i "sensorisk dramaturgi" (Dramaturgía de la Imagen Sensorial). 1993 grundade han Teatro de los Sentidos (Sinnenas teater) som året därpå flyttade till Spanien, från 1998 i Madrid och från 2003 Barcelona. Föreställningarna består av interaktiva labyrinter i mörker eller dunkelt belysta där publiken leds genom ljud, dofter, viskningar och beröringar.
Enrique Vargas och Teatro de los Sentidos har flera gånger gästspelat i Danmark och samarbetat med danska teatrar: Oráculos gästspelade på Århus Festuge 1997; El echo de la sombra (Skyggens overraskelser) byggde på H.C. Andersens saga Skyggen och producerades för Kanonhallen i Köpenhamn 2005; Filatura/City Puzzle hos teatergruppen Republique i Köpenhamn 2009; workshopen Sounds of senses hos Republique 2011; Oráculos återigen hos Republique 2012 och Heart of Darkness utifrån Joseph Conrads Mörkrets hjärta hos Republique 2014.